# Castelo de Edburton
O Castelo de Edburton é um sítio arqueológico em West Sussex, na Inglaterra, no pico de Edburton Hill em South Downs, perto das aldeias de Edburton e Fulking. É um monumento marcado.

## Descrição
É um castelo de mota, provavelmente construído logo após a chegada dos normandos em 1066.
O castelo sobrevive como uma obra de terra. A mota é um monte de diâmetro de 30 m (98 ft) e altura de 2 m (6 ft 7 in), cercado por uma vala com uma largura de cerca de 6 m (20 ft). No centro da mota existe uma depressão onde ocorreram escavações do século XIX, sendo o monumento confundido com um barrow.